# Nowy Broniszew
Nowy Broniszew – wieś w Polsce położona w województwie śląskim, w powiecie częstochowskim, w gminie Mykanów.
Do końca czerwca 1952 w powiecie radomszczańskim (woj. łódzkie), w gminie Brzeźnica. 1 lipca 1952 włączony do gminy Cykarzew Stary w powiecie częstochowskim.
W latach 1975–1998 miejscowość administracyjnie należała do województwa częstochowskiego.